# دورن
دورن (بالألمانية: Düren) وهي مدينة تقع مقاطعة شمال الراين-وستفاليا في غرب ألمانيا وهذه المدينة هي عاصمة منطقة دورن وتقع هذه المدينة بين مدينتي آخن وكولن وتطل على نهر الرور، تبلغ مساحة المدينة 85 كلم مربع ويبلغ عدد سكان المدينة 88,768 نسمة والمدن الشقيقة لها هي فالنسيان وستري وكراداتشاتش وجينهوا ونورث كينغستاون ونيشير وقرا دينيز إيرغلي.

## توأمة
لدورن اتفاقيات توأمة مع كل من:
- Altmünster [الإنجليزية]‏
- Cormeilles, Eure [الإنجليزية]‏
- Karadeniz Ereğli [الإنجليزية]‏
- جراداتشاتس
- جينهوا
- ستري
- فالنسيان
- Lechbruck [الإنجليزية]‏
- نيشر

## أعلام
- يوهان بيتر غوستاف لوجون دركليه
- كلاوس فيش
- أوقست بيندر
- جيرهارد زوكر